# Georgi Bogdanowitsch Jakulow

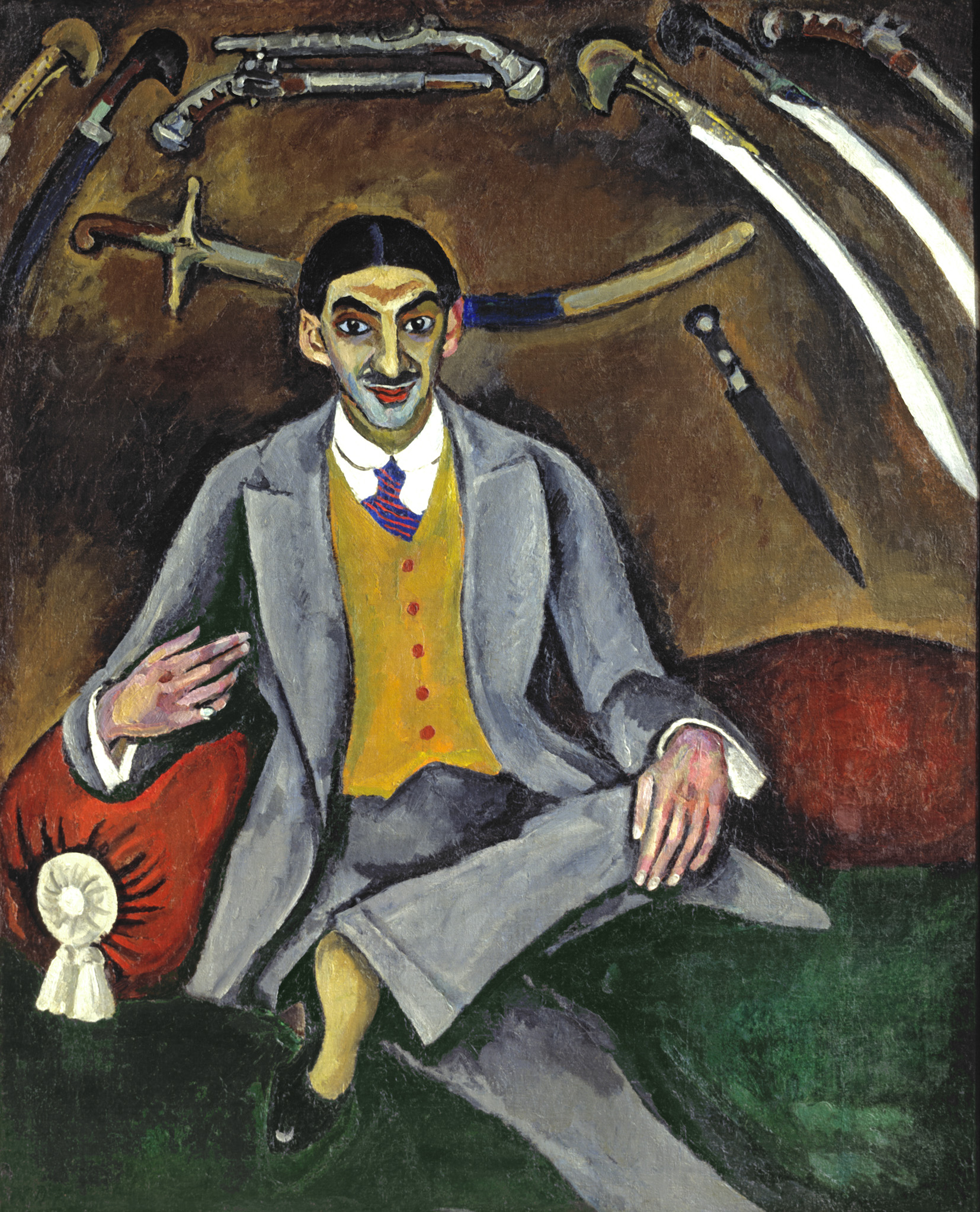
Pjotr Kontschalowski: Porträt Georgi Jakulow (1910)
(Tretjakow-Galerie)

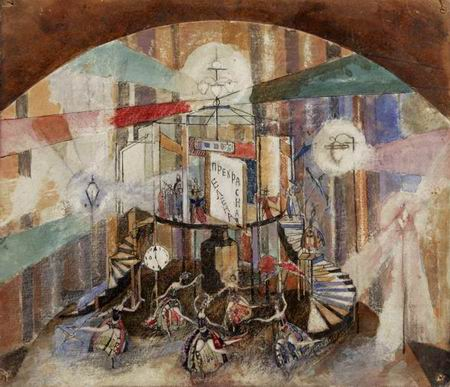
Georgi Jakulow: Bühnenbild zu Die schöne Helena
(Armenische Nationalgalerie)

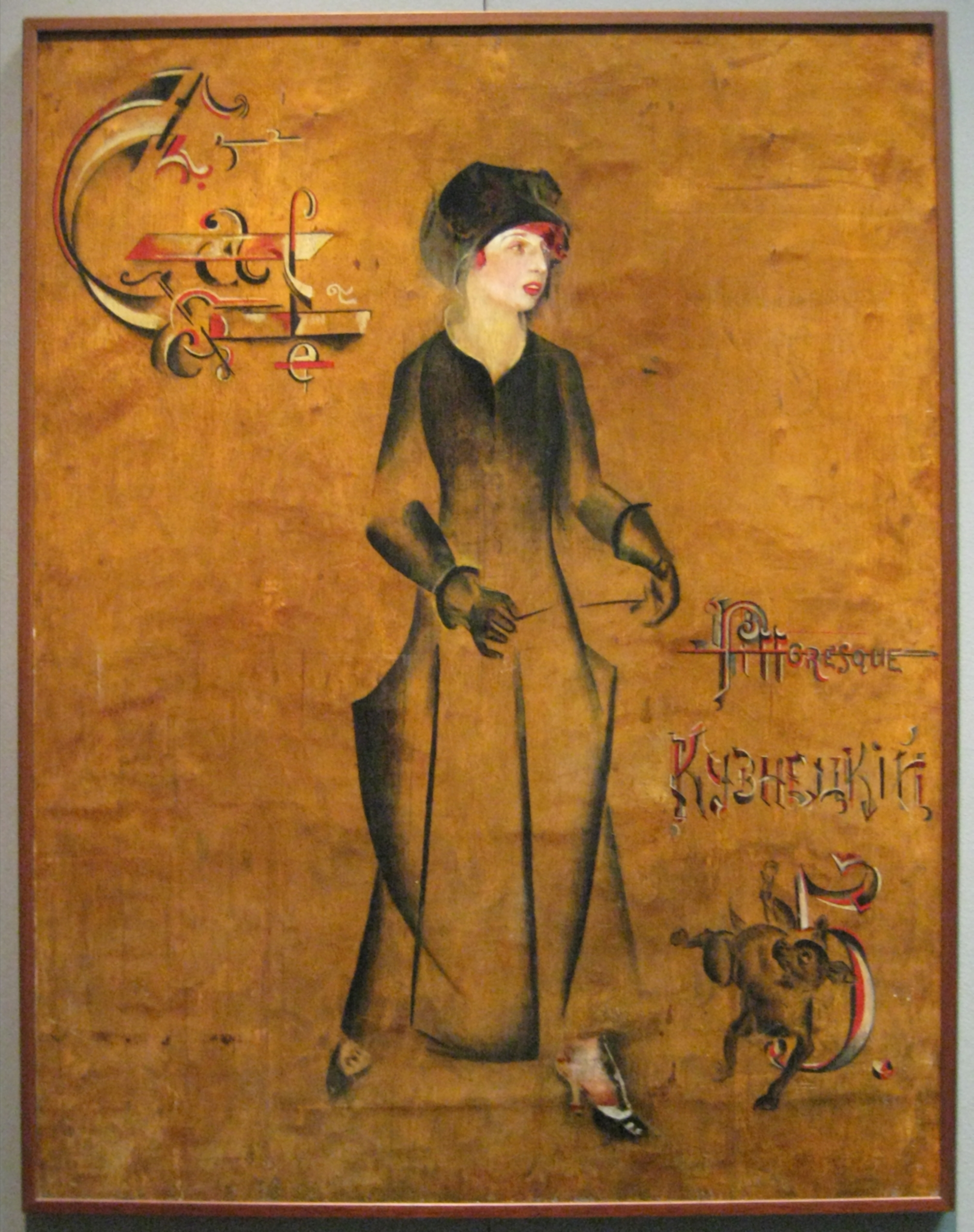
Georgi Jakulow: Café Pittoresque (1917)
(Armenische Nationalgalerie)

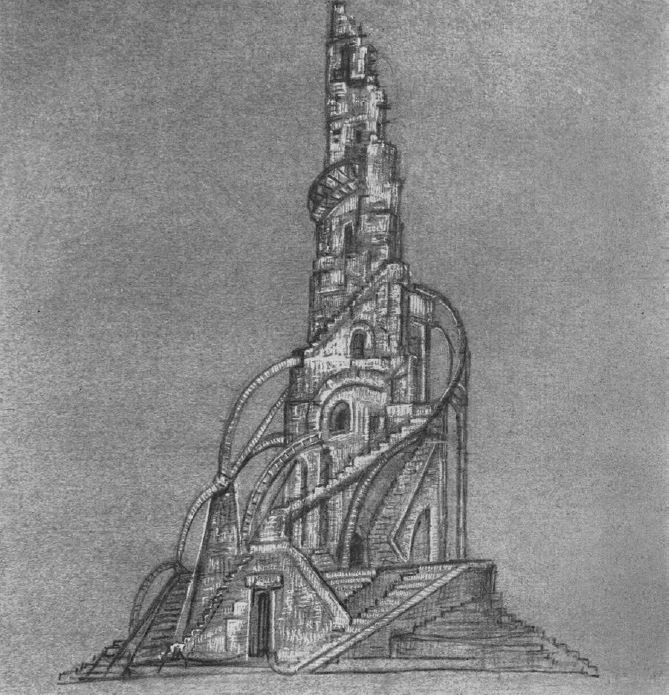
Georgi Jakulow: Denkmal für die 26 Kommissare von Baku (1923)
(Armenische Nationalgalerie)

Georgi Bogdanowitsch Jakulow (russisch Георгий Богданович Якулов; geboren 2. Januar 1884 in Tiflis, Russisches Kaiserreich; gestorben 28. Dezember 1928 in Jerewan, UdSSR) war ein armenisch-russischer Maler, Bühnen- und Kostümbildner.

## Leben
Jakulow wuchs in einer armenischen Familie auf, die 1893 nach Moskau übersiedelte, wo er zunächst an einer Schule für Malerei und Zeichenkunst bei Konstantin Juon und Iwan Dudin ausgebildet wurde. Von 1900 bis 1902 studierte er an der Moskauer Schule  für Malerei, Bildhauerei und Architektur. 1903 wurde er von der Schule verwiesen und zum Militärdienst an die russisch-japanische Front eingezogen. 1908 reiste er zum ersten Mal nach Italien und Frankreich, dann wieder 1911 und 1912.
Seit 1908 schuf er Bühnenbilder für die Moskauer Sommertheater. Nachdem er schon 1908 an der Ausstellung der „Künstlervereinigung Kranz“ teilgenommen hatte, war er von 1911 bis 1921 regelmäßiger Teilnehmer an den Ausstellungen der Mir Iskusstwa (Welt der Kunst). In dem programmatischen Almanach Der Blaue Reiter zählte ihn David Burljuk 1912 in seinem von Kandinsky übersetzten Beitrag zu den „Wilden“ Russlands. Jakulow hatte bei seinen Aufenthalten in Zentralasien eine malerische Theorie des Lichts entwickelt, ähnlich zu den Ideen von Sonia Terk und Robert Delaunay, und tauschte sich 1912 mit ihnen in Paris aus. Delaunay formulierte daraus den Orphismus. Ebenso wie die Delaunays und die Burljuk-Brüder wurde auch Jakulow im Jahr 1913 von Herwarth Walden zum Ersten Deutschen Herbstsalon nach Berlin eingeladen, wo er zwei Bilder zeigen konnte. Das Bild Dissonances, das Franz Marc schon bei der Hängung beurteilen konnte, fand nicht dessen Beifall (Marc Brief an Kandinsky am 30. September 1913). Mit Benedikt Liwschiz und dem Komponisten Arthur Lourié verfasste Jakulow das Manifest Der Westen und wir, das Guillaume Apollinaire in einer französischen Übersetzung mit dem Titel „macaronique“ am 16. April 1914 im Mercure de France veröffentlichte. 1914 schloss er sich in Moskau dem Manifest der Futuristen an. Im Jahr 1917 entwarfen er, Alexander Rodtschenko und Wladimir Tatlin die neue Ausstattung des „Café Pittoresque“ in der Kusnezki Most, das nach der Eröffnung im Februar 1918 auch Treffpunkt der Futuristen um Majakowski wurde. Dort traf Jakulow auch die Schriftsteller Sergei Jessenin und Anatoli Marienhof, mit denen er Freundschaft schloss und 1919 die Deklaration der Imaginisten unterzeichnete. Im „Café Pittoresque“ hatte  Jakulow 1921 seine erste Werkschau.
Nur in der Anfangszeit gehörte Jakulow zu den Lehrern der 1918 gegründeten Kunstschule WChUTEMAS. Ab 1918 war Jakulow regelmäßig als Bühnenbildner am Moskauer Kammertheater tätig und arbeitete mit Alexander Tairow zusammen, war aber in den Folgejahren auch mit dem Theater in Jerewan verbunden. Für das jüdische Theater Habimah in Moskau richtete er eine Inszenierung des „Ewigen Juden“ von David Pinski ein.
1922 wurden zwei Theater-Entwürfe und drei Gemälde von ihm bei der Ersten Russischen Kunstausstellung in Berlin gezeigt, die Bühnenbildskizze für die Brambilla auch im Katalog. Im Jahr 1925 saß er in der Jury der Exposition internationale des Arts Décoratifs et industriels modernes in Paris. Dort wurde auch sein Modell eines Denkmals für die im Jahr 1918 von den Briten hingerichteten 26 Kommissare in Baku ausgezeichnet, sein Entwurf setzt sich auch mit dem Turmentwurf Tatlins auseinander und zitiert in der (ebenfalls) spiralförmigen Form auch das Minarett von Samarra, mithin Jakulows Verwurzelung in der asiatischen Kunst.
Mit dem zu der Zeit in Paris lebenden russischen Komponisten Sergei Prokofjew erarbeitete er 1925/1926 das Ballett Pas d’acier, das in der Choreografie von Léonide Massine 1927 mit Djagilews Ballets Russes in London und Paris aufgeführt wurde. Der stählerne Schritt, ein Werk der Maschinenkunst, orientierte sich an den konstruktivistischen Theaterarbeiten von Tairow und Wsewolod Meyerhold. Eine Neuaufführung des Balletts nach achtzig Jahren in den Princeton NJ, USA rekonstruierte Jakulows Ausstattung.
Nach dem Erfolg mit seinem Ballett wurde er zu seinem silbernen Künstlerjubiläum aufgefordert, 1928 in Paris eine Retrospektive seines Schaffens zu zeigen. Für das Ausstellungskomitee konnten Picasso, Prokofjew, Djagilew, R. Delaunay, Tairow, Lunatscharski, Stanislavski, Monzie und Eliawa gewonnen werden. Während der Vorbereitungszeit verstarb Jakulow bei einem Arbeitsaufenthalt in Jerewan. Eine Großzahl seiner Bilder verblieb bei Raphaël Khérumian und Michail Larionow in Frankreich und ging erst in den 1970er Jahren zurück in die Sowjetunion. Sie befinden sich heute vorwiegend in der Nationalgalerie Armeniens in Jerewan. Eine Société des Amis de Georges Yakoulov wirkte in 1960er und 1970er Jahren in Paris und versuchte, seine Spuren zu sichten, da Jakulow selbst sein Leben und seinen Nachlass nicht für eine Nachwelt eingerichtet hatte.

## Werke (Auswahl)
- S. Prokofjew und G. Jakulow: Le pas d’acier („Der stählerne Schritt“) op. 41, Ballett in zwei Szenen, 1925/26